# Preston (Texas)
Preston es un lugar designado por el censo ubicado en el condado de Grayson en el estado estadounidense de Texas. En el Censo de 2010 tenía una población de 2096 habitantes y una densidad poblacional de 99,53 personas por km².

## Geografía
Preston se encuentra ubicado en las coordenadas 33°51′56″N 96°39′49″O / 33.86556, -96.66361. Según la Oficina del Censo de los Estados Unidos, Preston tiene una superficie total de 21.06 km², de la cual 13.05 km² corresponden a tierra firme y (38.02%) 8.01 km² es agua.

## Demografía
Según el censo de 2010, había 2096 personas residiendo en Preston. La densidad de población era de 99,53 hab./km². De los 2096 habitantes, Preston estaba compuesto por el 94.8% blancos, el 0.1% eran afroamericanos, el 1.24% eran amerindios, el 0.57% eran asiáticos, el 0% eran isleños del Pacífico, el 0.72% eran de otras razas y el 2.58% pertenecían a dos o más razas. Del total de la población el 2.1% eran hispanos o latinos de cualquier raza.